# 2011年波蘭議會選舉
波蘭上議院、下議院選舉在2011年10月9日舉行。
波蘭總理唐納德·圖斯克所屬的公民綱領黨維持第一大黨地位，圖斯克將成為共產垮台後第一位連任的總理。公民綱領黨與波蘭人民黨兩個執政聯盟成員將繼續執政。

## 選舉制度
本次選舉將選出460席下議院與100席上議院席次。候選人由各政黨選舉委員會或個人選民委員會提名。 下議院選舉採用透過漢狄法的多席次選區政黨名單比例代表制，單一政黨門檻為5%，政黨聯盟門檻為8%。
本次選舉也是上議院選舉制度第一次從選擇全票制改為簡單多數制。
全國共有25,993個分選區，選民30,512,850名。

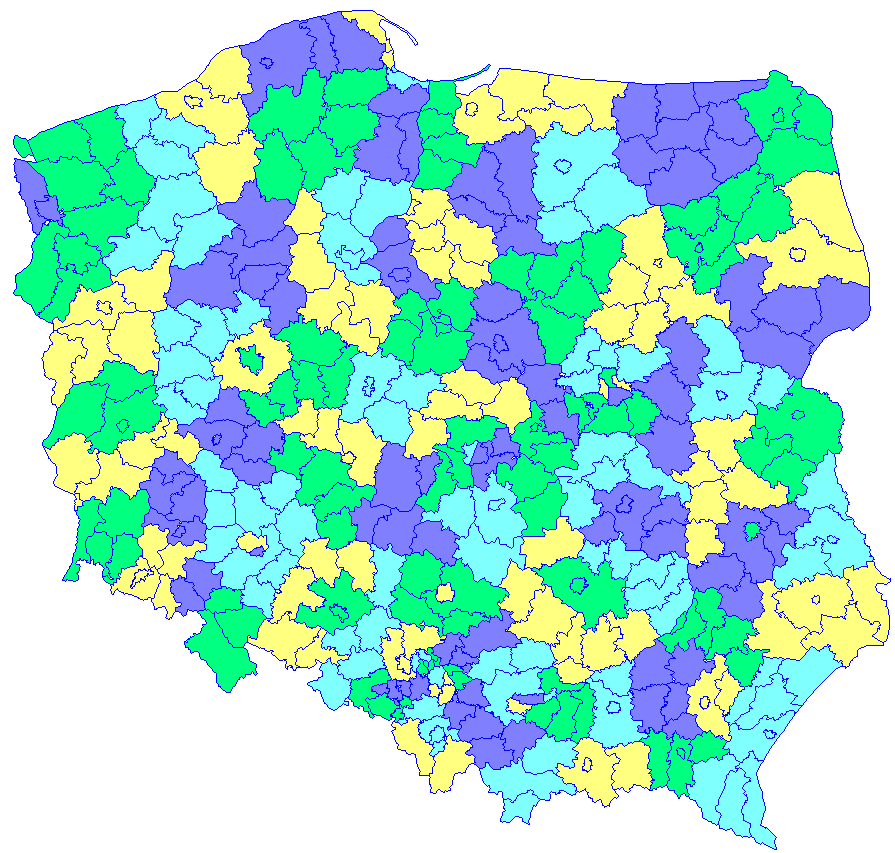
上議院選區

## 選舉日期
波蘭總統布羅尼斯瓦夫·科莫羅夫斯基在7月4日宣布選舉將在10月9日舉行。 選舉最晚時間為距離上屆選舉四年整的2011年10月30日。 在科莫羅夫斯基公布日期前，一般認為最可能的日期為10月16日或10月23日。
雖然執政聯盟擁有多數優勢，但他們希望能將大選提前至春天舉行，以避免競選活動中斷波蘭的歐洲聯盟理事會主席國下半年任期。這項想法獲得民主左派聯盟和波蘭優先黨的支持，但遭到法律與公正黨反對。
公民綱領黨支持選舉日訂在10月23日。 由於國家選舉委員會認為10月30日太接近國定假日萬聖節，且選舉一直都在禮拜日舉行，10月23日成為可能舉行選舉的最後一天。
有人提出將投票日延長至兩天以增加投票率。 與過去單日選舉日花費約9000萬茲羅提相比，兩日選舉預計將花費1億3000萬至1億4000萬。 最後仍維持單日選舉日。

## 政黨

### 公民綱領黨
總理圖斯克領導的執政黨，溫和中間偏右及親歐政黨，國會第一大黨，尋求連任。過去四年的民調顯示該黨是目前波蘭政壇支持率最高的政黨。公民綱領黨尋求獨自取得多數執政地位，或是與波蘭人民黨繼續組成執政聯盟。在競選期間，圖斯克排除與法律與公正黨或帕利科特運動組成執政聯盟的可能。

### 法律與公正黨
波蘭右翼民粹保守主義政黨，國會第二大黨，也是2005-2007年的執政黨。法律與公正黨最大的困難不是在支持度上落後公民綱領黨，而是他們若是取得組閣機會，將難以尋找其他政黨加入執政聯盟。雅羅斯瓦夫·卡辛斯基公開否定與前共產黨民主左派聯盟合作，而與波蘭人民黨（傳統上被媒體認為是可能的執政夥伴）的關係緊張。競選期間，法律與公正黨發言人亞當·霍夫曼（Adam Hofman）在人民黨推出新電視廣告後以言語辱罵人民黨黨員，讓雙方關係更為緊繃。

### 民主左派聯盟
波蘭最大的左派政黨，曾於1993－1997年，2001－2005年執政，2005年大選慘敗，今次欲奪回2005年失去的全國兩大黨地位。民主左派聯盟在選後希望能與公民綱領黨組成執政聯盟。

### 波蘭人民黨
波蘭人民黨是農業政黨，為執政聯盟的少數政黨。 雖然部分民調顯示人民黨的支持度下滑至接近5%選舉門檻，但過去人民黨一直表現得比民調稍好。曾與民左左派聯盟合作，2007年與公民鋼領黨合作。

### 帕利科特運動
原黨議員亞努斯·帕利科特（Janusz Palikot）因對已故總統列赫·卡辛斯基的毀謗性言論遭開除黨籍後所成立的政黨。帕利科特運動在波蘭政治界是獨特的存在。他們是波蘭歷史上第一個特別強調反教權的政黨（一般政黨會試著取得教會的非正式支持或至少不被認為是反教會立場），並訴求廢除反墮胎政策及引進民事結合。

### 波蘭優先黨
2010年波蘭總統大選後分裂自法律與公正黨的新政黨。優先黨未來的不確定性，讓多數民調顯示該黨低於5%選舉門檻。該黨成立之後就面臨內部衝突，導致許多議員轉而投向其他政黨，像最知名政治人物尤安娜·克魯齊克-羅斯特科斯卡（Joanna Kluzik-Rostkowska）加入公民綱領黨。評論家認為優先黨無法建立自己為波蘭政治界的另一選擇，只是前政黨的溫和變體。

### 其他政黨
其他唯一投入全國41個選區的政黨是波蘭工黨（PPP）。其他政黨包括新右派大會（KNP，21個選區）、共和右派黨（PR，20個選區）、我們的家鄉波蘭（NDP，9個選區）和德意志族少數族群黨（MN，1個選區）。除了德意志族少數族群黨（少數族群政黨不受選舉門檻限制），其他政黨不被認為可跨越5%選舉門檻。一些其他小黨決定不獨自參選，將候選人納入大黨選舉名單中。這樣策略在過去選舉也曾出現，並順利將候選人送入議會。

## 競選活動
圖斯克主打執政時在經濟上的成功。他也表示，儘管與俄羅斯有導彈防禦、天然氣管道和墜機事件等衝突，他仍將追求與俄羅斯「穩定和解」。相反地，法律與公正黨則懷疑波俄與波德關係。

## 觀察員
在外交部邀請下，突尼西亞、埃及、利比亞等即將舉行民主選舉的選舉委員會代表團和各政黨代表來到波蘭。外交副部長 Krzysztof Stanowski 表示：「我希望這能讓(國家決策者)開始討論憲法、經濟和地方政府改革」。

## 民調

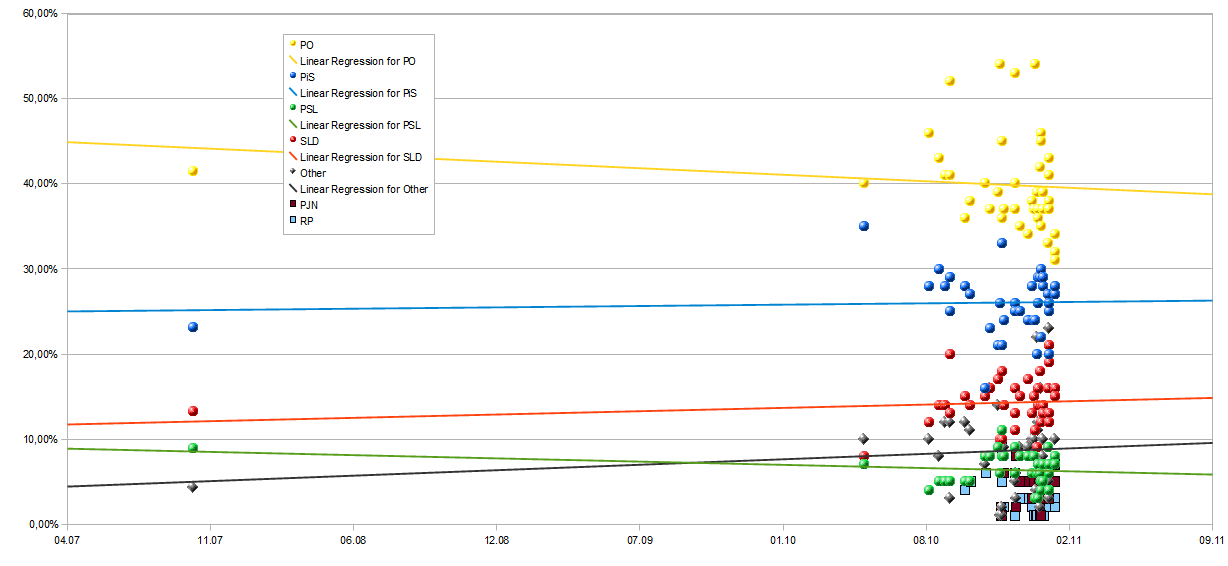

## 結果

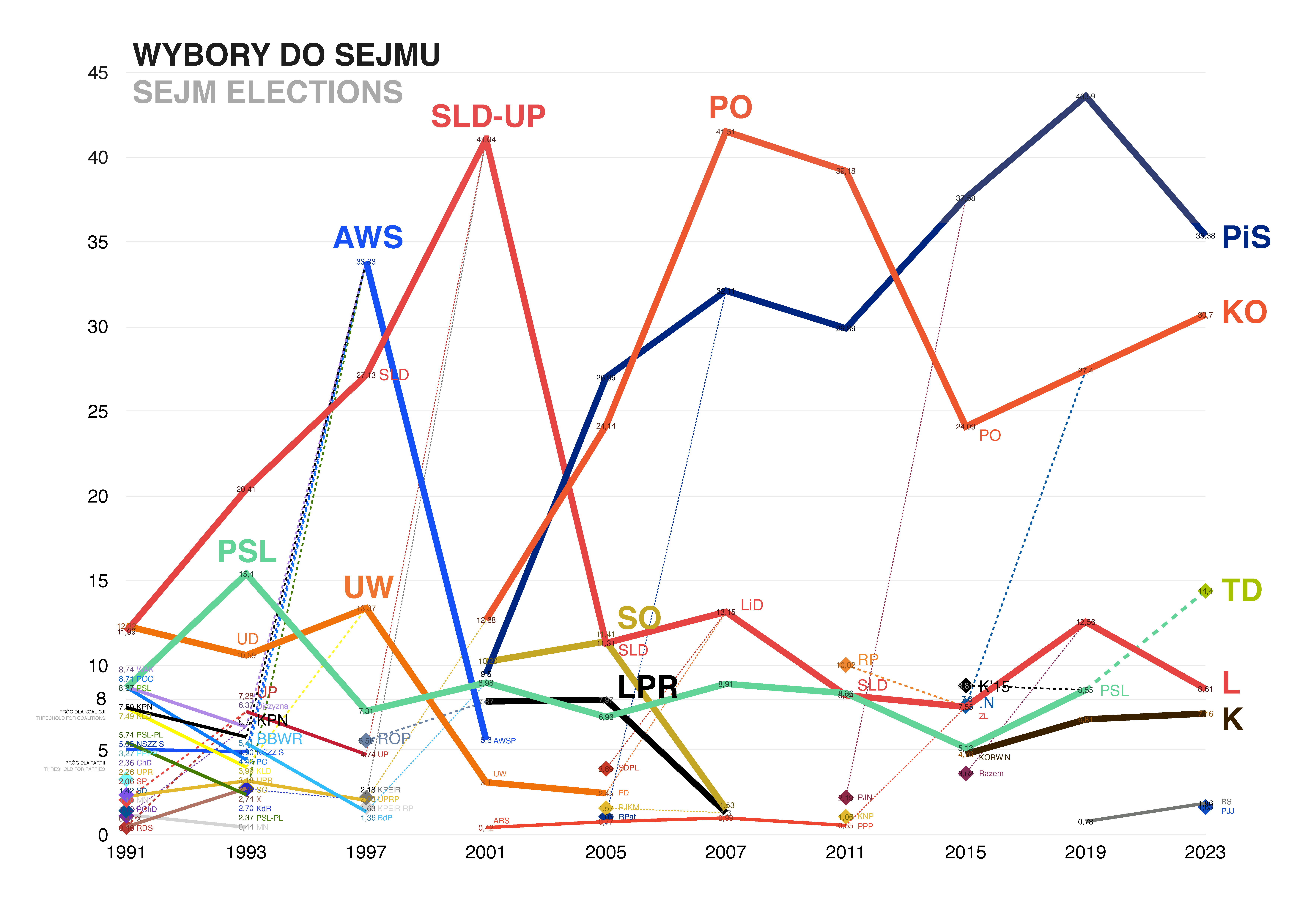
下議院選舉結果

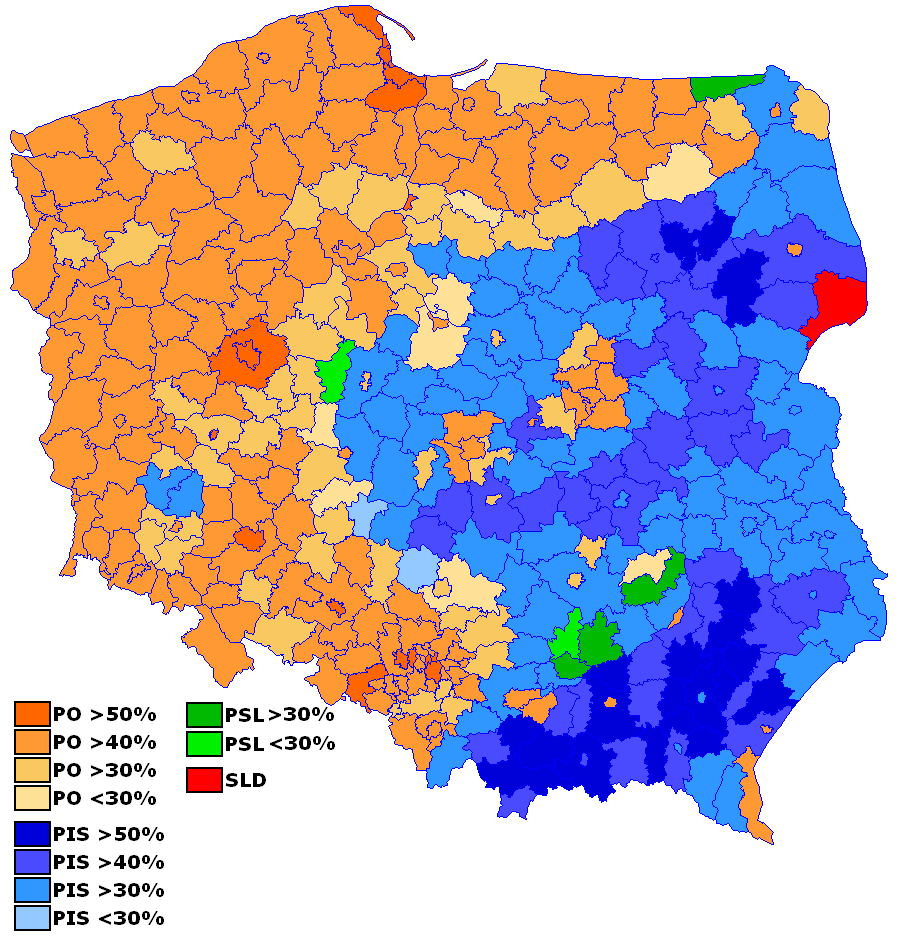
下議院各縣選舉結果

上議院各選區選舉結果

出口民調顯示公民綱領黨以39.6%的支持度領先法律與公正黨的30.1%，可望領導執政聯盟。 本屆選舉投票率為48.92%。在眾議院選舉方面，波茲南投票率最高，達60.2%；埃爾布隆格最低，僅有41.24%。有效票為95.48%。在參議院選舉方面，最高頭票率為華沙一區的73.61%，最低投票率出現在奧波萊的38.1%。有效票為96.57%。
公民綱領黨在眾議院贏得207席，法律與公正黨拿下157席。新成立的帕利科特運動40席，執政聯盟成員的波蘭人民黨獲得28席，民主左派聯盟滑落至27席。 在參議院，公民綱領黨拿下絕對多數的63席，法律與公正黨31席。人民黨是另一組獲得參議院席次的政黨，贏得2席。另有4名獨立參選人當選。
| 政黨 | 政黨                                             | 下議院     | 下議院 | 下議院 | 下議院 | 下議院      | 上議院 | 上議院 |
| 政黨 | 政黨                                             | 票數       | %      | 席次   | +/–    | 席次%/票數% | 席次   | +/–    |
| --- | ------------------------------------------------ | ---------- | ------ | ------ | ------ | ----------- | ------ | ------ |
| | 公民綱領黨 (Platforma Obywatelska, PO)           | 5,629,773  | 39,18  | 207    | –2     | –2.33       | 63     | +3     |
| | 法律與公正黨 (Prawo i Sprawiedliwość, PiS)       | 4,295,016  | 29.89  | 157    | –9     | –2.22       | 31     | –8     |
| | 帕利科特運動 (Ruch Palikota, RP)                 | 1,439,490  | 10.02  | 40     | +40    |             | —      | —      |
| | 波蘭人民黨 (Polskie Stronnictwo Ludowe, PSL)     | 1,201,628  | 8.36   | 28     | –3     | –0.55       | 2      | +2     |
| | 民主左派聯盟 (Sojusz Lewicy Demokratycznej, SLD) | 1,184,303  | 8.24   | 27     | –26    | –4.91       | —      | —      |
| | 波蘭優先黨 (Polska jest Najważniejsza, PJN)      | 315,393    | 2.19   | —      | —†     |             | —      | —†     |
| | 新右派大會 (Kongres Nowej Prawicy, KNP)          | 151,837    | 1.06   | —      | –      |             | —      | –      |
| | 波蘭工黨 (Polska Partia Pracy, PPP)              | 79,147     | 0.55   | —      | —      |             | —      | —      |
| | 共和右派黨–現實政治聯盟 (Prawica)                | 35,169     | 0.24   | —      | —      | –0.44       | —      | —      |
| | 德意志族少數族群黨 (Mniejszość Niemiecka, MN)    | 28,014     | 0.20   | 1      | —      | –0.03       | —      | —      |
| | 我們的家鄉波蘭 (Nasz Dom Polska)                 | 9,733      | 0.05   | —      | —      | –1.48       | —      | —      |
| | 無黨籍 (Niezależni)                              | N/A        | N/A    | N/A    | N/A    |             | 4      | +3     |
| | 總和                                             | 14,369,503 |        | 460    |        |             | 100    |        |
| - 選民：30,762,931 - 總票數：15,050,027 (48,92%) - 無效票：680,524 - 有效票：14,369,503 (95,48%) †波蘭優先黨在上屆議會選舉尚未成立，但在議期結束時有15個下議院和1個上議院席次。 |                                                  |            |        |        |        |             |        |        |
| |                                                  |            |        |        |        |             |        |        |

### 反應
公民綱領黨黨魁、總理圖斯克表示：「這對我和公民綱領黨是最高的榮譽，我們將在未來四年裡為各位服務，無論你們今日投給了誰。在接下來的四年，我們會加倍努力。」 法律與公正黨黨魁、前總理雅羅斯瓦夫·卡辛斯基承認失敗。 受到選舉結果激勵，波蘭茲羅提以升值作收。
公民綱領黨繼續與人民黨組成執政聯盟。

## 分析
公民綱領黨被認為是最大贏家，是20年來第一組在民主選舉中成功連任的政黨。此外，得票率僅下滑2.3%，席次也叫2007年的最高紀率下滑兩席。另一組贏家是新成立的帕利科特運動，以10%的得票率空降議會第三大黨，領先穩定的議會政黨波蘭人民黨與民主左派聯盟。波蘭人民黨維持平盤，可繼續與公民綱領黨組成執政聯盟。
另一方面，法律與公正黨是本次最大輸家之一。該黨希望擊敗公民綱領黨，但得票率從2007年的32%滑落至30%。另一個最大輸家是民主左派聯盟，本次是黨史上第一次得票率低於10%。民左盟首度落至第五大政黨，並落後人民黨。波蘭優先黨未能從兩大黨中獲取選票，得票率僅僅只有2.2%，失去所有席次。
彭博新聞社表示公民綱領黨的勝利是由於波蘭是2009年歐盟唯一未陷入經濟衰退的國家，因此將可繼續其經濟方面的措施，如鞏固預期短缺的預算，也可避免其他歐盟國家被迫採取的緊縮政策。另也表示帕利科特運動的成功與人民黨在部份政策上的不支持立場，將可制衡公民綱領黨。

## 政府籌組
公民綱領黨勝選後，圖斯克表示與人民黨的政黨聯盟將持續下去。 因為波蘭擔任歐盟委員會成員國，他也表示內閣在本年將不會變動。

## 外部連結
- NSD: 歐洲選舉資料庫 -波蘭（页面存档备份，存于）